# Бендер-Махшехр
Бенде́р-Махше́хр (Бендер-Меэшур, перс. بندر ماهشهر‎) — город на юго-западе Ирана, в остане Хузестан. Административный центр шахрестана Махшехр. Расположен на расстоянии приблизительно 100 километров к югу от Ахваза, административного центра остана. Махшехр с фарси переводится как «город луны», Бендер — «порт».
Бендер-Махшехр лежит на северном берегу Персидского залива (в заливе Хор-Муса) и является одним из самых важных портов региона. Нефтяной порт Бендер-Махшехр имеет 6 пирсов и соединён с местами добычи нефтепроводом. Грузооборот — 50 млн т. Невдалеке от порта расположены нефтеперерабатывающий завод и нефтехранилище. Также в городе работают два университета и аэропорт.

## Население
На 2006 год население составляло 109 927 человек; в национальном составе преобладают персы, в конфессиональном — мусульмане-шииты.
| 1986   | 1991   | 1996   | 2006    | 2011    |
| ------ | ------ | ------ | ------- | ------- |
| 71 808 | 74 248 | 88 394 | 109 927 | 121 068 |

## Политическая Обстановка
15 ноября 2019 года в стране начались протесты против повышение цен на бензин. Бандер-Махшехр не стал исключением. Против протестующих применены танки. Численность погибших варьируются от 40 до 100 человек.